# Nadège Abomangoli
Nadège Abomangoli   (Brazzaville, 15 de setembre de 1975) és una política francesa d'origen congolès. Membre de La França Insubmisa, és diputada des del 2022 i vicepresidenta de l'Assemblea Nacional des del 2024. El 21 d'octubre de 2024 es va convertir en la primera dona negra a presidir una sessió de l'Assemblea Nacional .

## Trajectòria
Nadège Abomangoli va néixer a Brazzaville en una família marcada per la política, ja que el seu pare era membre del partit polític Unió Panafricana per la Democràcia Social (UPADS). Va créixer a Épinay-sur-Seine, al departament de Sena Saint-Denis. Va estudiar comunicació a la Universitat Celsa-Sorbona, i després va fer un màster en història a la Universitat de París-Sorbona i un màster comunicació pública a l'Institut d'Estudis Polítics de París. Es va afiliar a SOS Racisme abans d'unir-se al Partit Socialista (PS) el 2006.
Abans d'entrar professionalment en política, va treballar en la funció pública i com a gestora de riscos. Del 2006 al 2012 va ser responsable dels pressupostos delegats al Departament de Patrimoni i Arquitectura de l'Ajuntament de París. Del 2013 al 2015 va ocupar un càrrec d'assistent parlamentària al Senat. Del 2016 al 2022 va tornar a l'Ajuntament de París com a coordinadora de comunicació interna i gestora de riscos.

### Carrera política
Pròxima a David Assouline, Abomangoli va ser elegida consellera regional de l'Illa de França del 2010 al 2015, on va presidir la comissió d'esports i lleure. El març de 2014 va ser segona a la llista del PS a les eleccions municipals de Villetaneuse.
Després de l'elecció de Jean-Christophe Cambadélis com a primer secretari del Partit Socialista el 2014, Abomangoli es va convertir en la portaveu del partit alhora que era una figura pública i mediàtica que donava suport al president de la República, François Hollande, i als seus governs.
El 2015, amb Michel Fourcade, va ser elegida consellera departamental del cantó d'Épinay-sur-Seine. Va ser vicepresidenta del consell departamental de Sena Saint-Denis del 2015 al 2021 com a responsable de la política d'habitatge i seguretat. El 2019 va deixar el PS per a unir-se a La França Insubmisa (LFI).
A la primera volta de les eleccions municipals de 2020, la llista liderada per Bertrand Kern (PS - EÉLV - PRG - GRS - PP) va guanyar les eleccions municipals de Pantin amb el 57,60 % dels vots, i Abomangoli va obtenir-ne el 18,81 % i 4 escons a l'oposició.
Durant les eleccions departamentals del 2021, Nadège Abomangoli i Samir Amziane es van presentar per LFI al cantó de Pantin, on van obtenir 23,69 % dels vots, superats per Mathieu Monot i Nadia Azoug (PS-EELV), abans d'haver de retirar-se al seu favor a la segona volta.
El 2022, un cop constituïda la Nova Unió Popular Ecològica i Social (NUPES), contra el diputat d'Els Republicans Alain Ramadier a la 10a circumscripció de Sena Saint-Denis, Abomangoli quedà primera a la primera volta i a la segona volta.
L'octubre de 2023 va fer un viatge parlamentari internacional a la República Democràtica del Congo, amb una delegació de parlamentaris de LFI i Jean-Luc Mélenchon. Allà es va reunir amb parlamentaris congolesos i amb el president del país, Félix Tshisekedi.

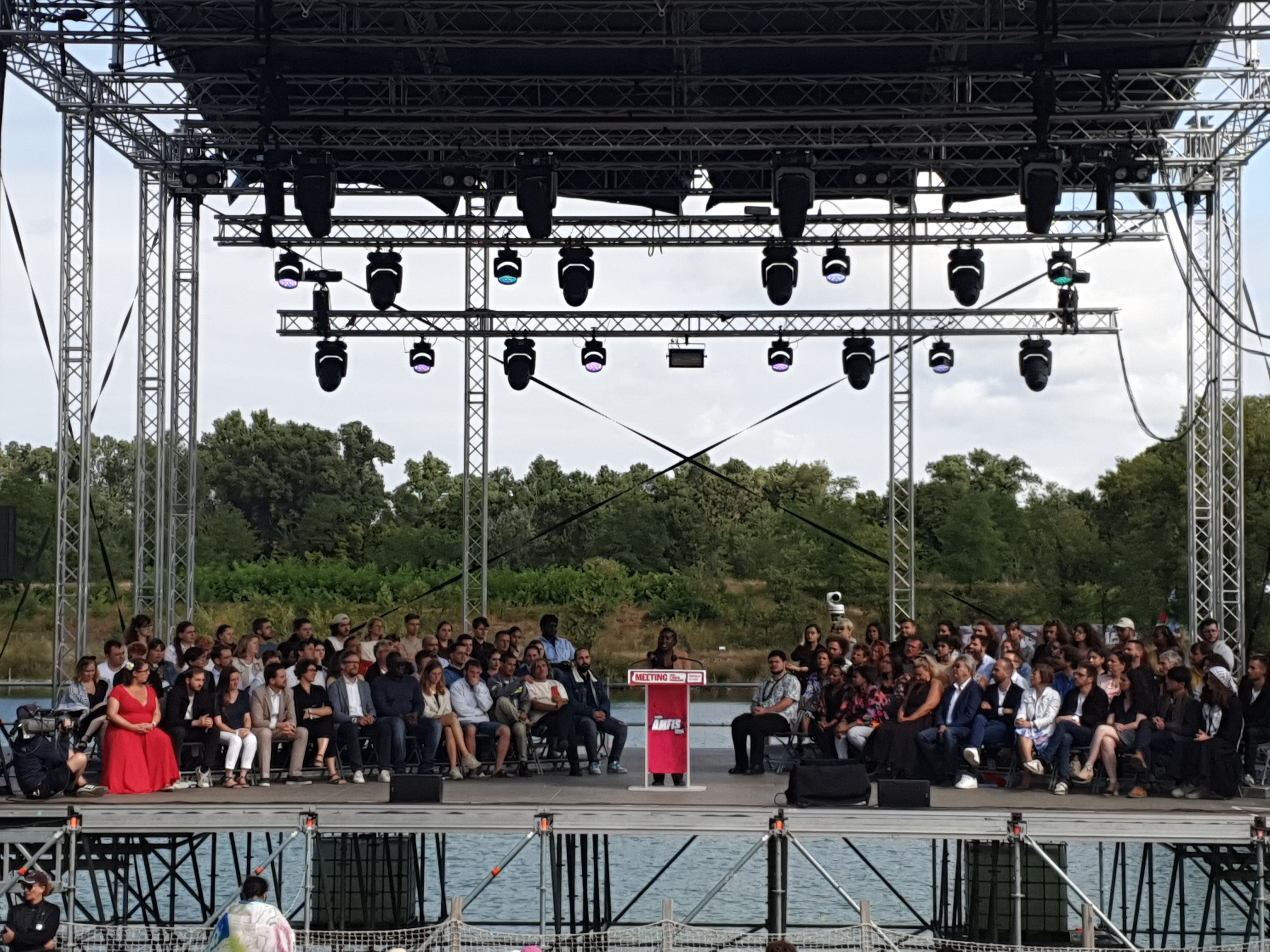
Discurs d'Abomangoli a la cloenda de Les Amfis de 2024

A les eleccions del 2024, amb un 52,60 % dels vots, va ser reelegida a la primera volta com a diputada per la 10a circumscripció de Sena Saint-Denis. El 19 de juliol de 2024 va ser elegida tercera vicepresidenta de l'Assemblea Nacional, convertint-se en la primera dona negra a ocupar aquest càrrec. El 21 d'octubre de 2024 es va convertir en la primera dona negra a presidir una sessió a l'Assemblea Nacional, durant l'examen del pressupost del 2025.